# 콤부차

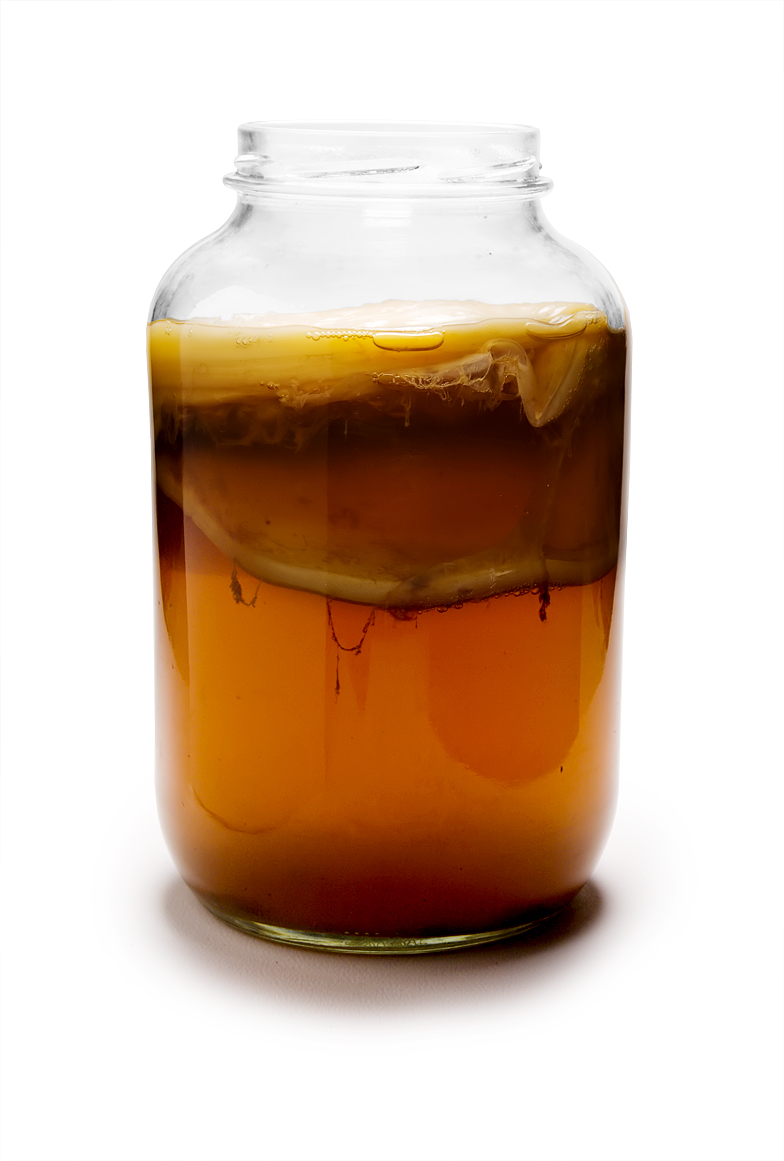

콤부차(Kombucha)는 건강 효능이 있다고 광고하는 달달하게 만든 발효 차 음료다. 주로 홍차 베이스이며 지역 및 생산자에 따라 다양하나, 차를 발효하고서 가미(가당)한다는 공통점이 있다. 과즙, 향신료, 과일, 기타 착향료를 추가하기도 한다.
이 음료는 중국에서 기원한 것으로 간주하며, 용어는 일어 오전파 민간어원설이 주류라고 주장한다. 20세기 초에 러시아로, 이후 동유럽 일부 지역과 독일로 퍼져나갔다. 콤푸차는 현재 전 세계적으로 자가양조하며 병에 남겨 상업적으로 판매한다. 전 세계 콤부차 시장 가치는 2019년 기준으로 대략 17억 미국 달러다.
콤부차는 박테리아와 효모(SCOBY)의 공생 배양을 사용하여 달달한 차의 공생발효 과정을 통해 만든다. SCOBY 미생물 개체는 다양한 편이다. 효모 성분은 보통 다른 종들과 함께 사카로미세스 세레비시아를 함유한다. 박테리아 성분은 효모가 만들어낸 알코올을 아세트산(및 기타 산)으로 산화하는 글루콘아세토박터 자일리누스(Gluconacetobacter xylinus)가 거의 무조건 함유되어 있다. SCOBY가 보통 차곰팡이(tea fungus)로 불리지만 실제로는 "미생물막 내에 아세트산 박테리아와 호압 효모의 공생적 성장"을 의미한다. 생종하는 박테리아는 이 음료의 인기의 이유 중 하나인 프로바이오틱으로 언급된다.
콤부차 음용에 따른 수많은 건강상 이점을 주장하고 있으나 이러한 주장을 뒷받침할 근거는 전무한 편이다. 이 음료는 집에서 만드는 동안 식중독을 일으킬 수 있는 심각한 유해효과가 드물게 발생한다. 치료 목적으로는 권고하지 않는다.

## 역사
콤부차는 중화인민공화국의 보하이해 지역에서 기원했을 가능성이 높다. 이 음료는 러시아에서 소비되었으며 그곳에서 유럽의 나머지 지역으로 흘러들어갔다. 이 음료의 소비는 21세기 초에 미국에서 증가하였다. 0.5% 미만의 알콜 함량을 가진 콤부차는 미국에서 연방법에 따른 술 음료 규제를 받지 않는다.
2015년 전까지 판매되는 일부 콤부차 브랜드들은 이 알콜 함량 기준을 넘는 경우가 있어서 새로운 시험방식의 개발이 시작되었다. 21세기 초에 선진국들에서 인기가 상승하자 식당, 펍의 맥주 및 기타 술 음료의 대안으로서 광고된 이후 콤부차 판매량이 증가했다.

## 용어 어원
일본어로 콘부차 또는 코부차(昆布茶)는 가루 형태의 콤부(다시마)로 만들어진 다시마차를 가리키며 세계의 다른 지역의 콤부차와 보통 연관되는 발효차와는 완전히 다른 음료이다.
콤부차의 어원은 불확실하다. 그러나 일본에서 잘못 차용된 외래어일 것이라는 추측이 있다. 영어 사용 화자들이 일본의 발효차가 홍차버섯(紅茶キノコ, 코차키노코)으로 불리는 사실을 볼 때 그 단어와 상기 콤부차 등을 발효차 통칭으로 오해하며 서양에 전파된 것이라는 가설이 있다.

## 같이 보기
- 케피르
- 크바스